# Haraldsjön
Haraldsjön är en sjö i Lindesbergs kommun och Skinnskattebergs kommun i Västmanland och ingår i Norrströms huvudavrinningsområde. Sjön är 52 meter djup, har en yta på 0,909 kvadratkilometer och är belägen 194,1 meter över havet. Sjön avvattnas av vattendraget Forsån. Vid provfiske har abborre, gers, lake och öring fångats i sjön.

## Delavrinningsområde
Haraldsjön ingår i det delavrinningsområde (663686-148065) som SMHI kallar för Inloppet i Lien. Medelhöjden är 241 meter över havet och ytan är 35,96 kvadratkilometer. Det finns inga avrinningsområden uppströms utan avrinningsområdet är högsta punkten. Forsån som avvattnar avrinningsområdet har biflödesordning 4, vilket innebär att vattnet flödar genom totalt 4 vattendrag innan det når havet efter 237 kilometer. Avrinningsområdet består mestadels av skog (85 procent). Avrinningsområdet har 1,73 kvadratkilometer vattenytor vilket ger det en sjöprocent på 4,8 procent. Bebyggelsen i området täcker en yta av 0,19 kvadratkilometer eller 1 procent av avrinningsområdet.